# Дачная (Иркутская область)
Да́чная — посёлок в Шелеховском районе Иркутской области России. Входит в состав Олхинского сельского поселения.

## География
Посёлок находится западнее реки Олха, на расстоянии примерно 6 км к югу от города Шелехов, административного центра района. Абсолютная высота — 480 м над уровнем моря.

## Население
| 2002 | 2010 | 2011 | 2012 |
| ---- | ---- | ---- | ---- |
| 49   | ↗56  | →56  | →56  |

### Половой состав
Согласно результатам переписи 2002 года, численность населения посёлка составляла 49 человек (22 мужчины и 27 женщин).
Согласно результатам переписи 2010 года, в посёлке проживало 56 человек (24 мужчины и 32 женщины).

## Улицы
- ул. Дачная,
- ул. Железнодорожная,
- ул. Чехова[7].